# Discurso verdadero contra los cristianos

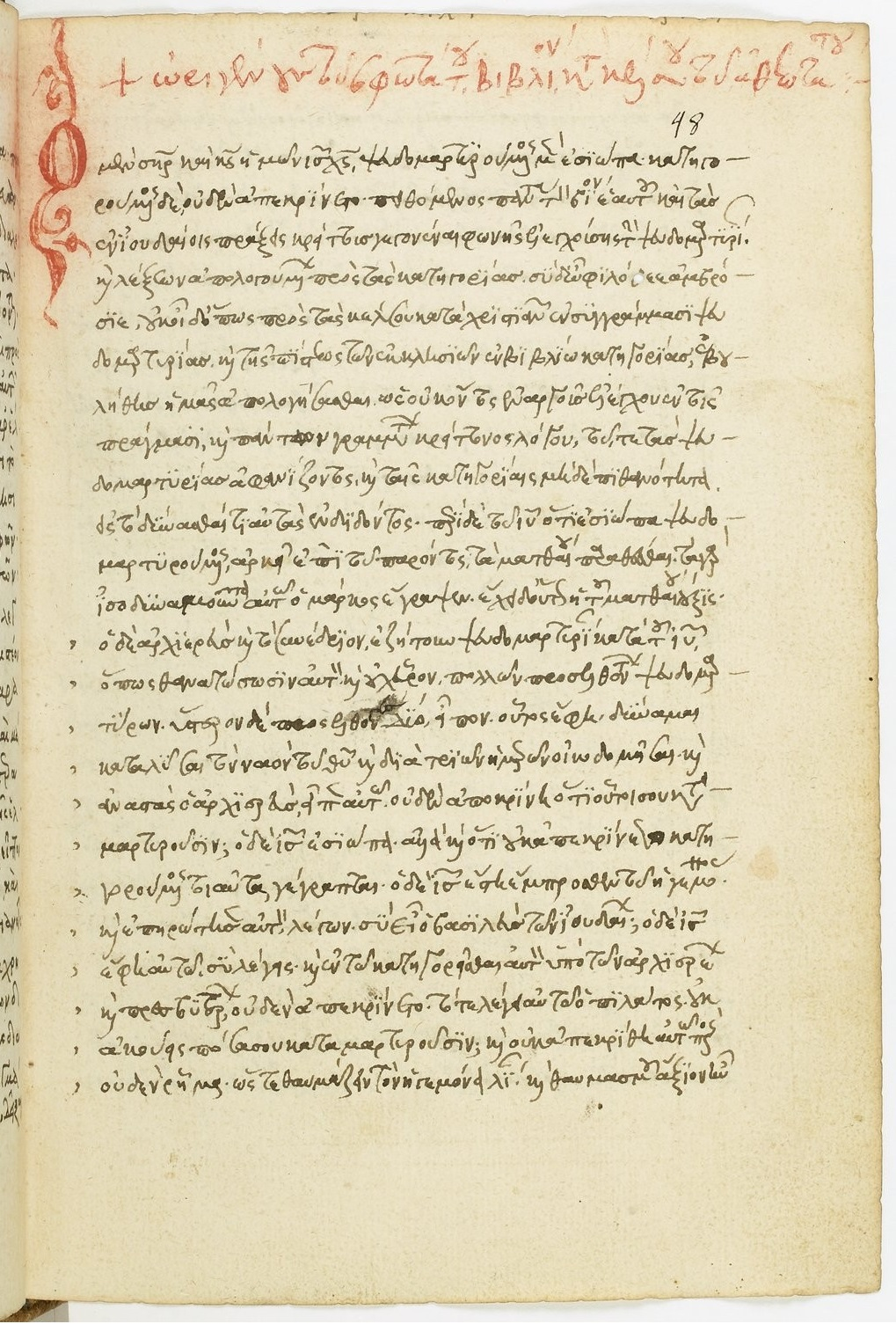
Texto griego del tratado apologético de Orígenes Contra Celsum. La mayor parte del texto de Discurso verdadero sobrevivió gracias a esta refutación.

Discurso verdadero (o Palabra, Reporte, Doctrina, "Verbo"; en griego: Λόγος Ἀληθής, Logos Alēthēs), también llamado Discurso verdadero contra los cristianos, es un tratado perdido en el que el filósofo griego Celso abordó muchos puntos principales del cristianismo primitivo y refutó o argumentó en contra de su validez. En Discurso verdadero, Celso atacó al cristianismo de tres maneras: refutando sus afirmaciones filosóficas, marcándolo como un fenómeno asociado con la clase baja y sin educación, y advirtiendo a su audiencia de que era un peligro para el Imperio romano. Toda la información relativa a la obra existe solo en las extensas citas de ella en Contra Celsum (Contra Celso), escrita unos setenta años después por el padre de la Iglesia Orígenes de Alejandría. La transcripción de Orígenes de la obra es muy precisa en la medida de lo posible, pero quizás no permite ver una imagen completa del trabajo original.

## Fondo
Celso fue un escritor más dentro de la larga tradición de escritores y filósofos romanos que escribieron en contra del cristianismo, sintiendo que sus doctrinas eran inescrutables o francamente tontas. El problema principal que la mayoría de los ciudadanos romanos y el gobierno imperial tenían con respecto a los cristianos era su firme negativa a participar en los sacrificios requeridos que se realizaban regularmente al Emperador y al Estado romano, sacrificios que eran una parte integral de la política, religión y cultura romanas. La mayoría de los romanos no podían entender la insistencia de los cristianos en su propia superioridad y su camino aparentemente exclusivo hacia la salvación. Tampoco podían entender las afirmaciones del cristianismo de que eran una religión única con una larga historia que se remonta a la antigüedad, dada su relativamente reciente separación del judaísmo y el uso de textos judíos antiguos, tanto para formular su teología como para apoyar sus afirmaciones religiosas.
Estos escritores romanos, que a menudo profesaban ser miembros leales del Imperio y la sociedad romana, también estaban «preocupados por la aparente incoherencia de la posición cristiana hacia la sociedad y hacia la religión reconocida por el Estado». En palabras de Earle Cairns, «[l]a soberanía exclusiva de Cristo chocó con los reclamos de César de su propia soberanía exclusiva». Los cristianos eran considerados una «amenaza perturbadora y, lo que es más importante, una amenaza competitiva para el orden tradicional basado en la clase y el género de la sociedad romana». Todos estos factores llevaron a los cristianos a ser clasificados como enemigos de la sociedad. Los filósofos romanos también atacaron los principios morales y éticos cristianos porque «el cristianismo del siglo I aún tenía que desarrollar un sistema de creencias atacables o un canon fijo de escritos de los que se pudieran educar tales creencias». Celso fue uno entre varios, como Luciano de Samósata o Porfirio, que escribió contra el cristianismo.

## Celso y su obra
Celso era griego o romano y escribió durante la segunda mitad del siglo II d. C. Se sabe muy poco sobre sus orígenes o su vida. El trabajo en su forma original se ha perdido y Discurso verdadero sobrevive solo como extractos de la obra del erudito cristiano Orígenes de Alejandría, Contra Celso, quien citó a Celso para refutarlo. Orígenes señaló que Celso vivió en la primera mitad del siglo II, aunque la mayoría de los eruditos modernos concuerdan en que Celso probablemente escribió alrededor del 170–180 d. C. La mayoría de los eruditos modernos están de acuerdo en que Celso no se basó en los «rumores y pruebas de oídas» que muchos otros detractores cristianos de ese período de tiempo usaron, sino que se basó en sus propias observaciones y mostró conocimiento de la Biblia hebrea y del Nuevo Testamento de la Biblia cristiana, así como de otros escritos judíos (una fuente desconocida referida por Orígenes como el «judío de Celso») y cristianos (probablemente obras de Justino Mártir o Arístides de Atenas).

## Sumario

### Argumentos filosóficos y teológicos
El primer punto principal de Celso en Discurso verdadero fue refutar la validez del cristianismo. En su opinión, la teología cristiana se basaba en una amalgama de ideas filosóficas orientales falsas unidas a toda prisa. Afirmó que los cristianos «tejían opiniones erróneas extraídas de fuentes antiguas y las anunciaban en voz alta». Celso hizo una crítica punto por punto de la doctrina cristiana, y por qué nadie debería haberla creído. Negó el nacimiento virginal de Jesús y acusó a María de cometer adulterio. Su teoría no era nueva, ya que incluso los judíos de la época decían lo mismo.
Celso criticó al resto de las historias cristianas, lo que ahora constituye la Biblia cristiana, como muy poco atractivas en comparación con las leyendas griegas y romanas de dioses poderosos y coloridos. Celso también consideró la filosofía cristiana carecía de atributivos en comparación con la filosofía secular, y afirmó que «las cosas se dicen mucho mejor entre los griegos». Celso utilizó a Platón como representante de los filósofos griegos y, según él, al comparar las dos tradiciones filosóficas, el cristianismo parecía mucho peor, ya que «Platón no es culpable de jactancia y falsedad», un crimen que Celso obviamente siente que es una marca registrada de los teólogos cristianos. La única conexión que hizo Celso entre la filosofía griega y el cristianismo fue cuando afirmó que «Jesús pervirtió las palabras del filósofo» (es decir, Platón).
Celso comparó al Dios cristiano con los dioses de la mitología romana y griega, considerando al primero como carente de atributos divinos, es decir, que no podría ser un dios, ya que no era omnisciente ni todopoderoso. Celso no pudo deducir ninguna explicación para las acciones del Dios cristiano, como las inundaciones, los desastres naturales y la introducción del mal en el mundo, excepto que Dios quería llamar la atención sobre su grandeza porque sentía que la humanidad le estaba dando «menos de lo debido».
Las viejas leyendas que narran el nacimiento divino de Perseo, de Anfión, de Eaco, de Minos, hoy ya nadie cree en ellas. Por lo menos dejan a salvo cierta verosimilitud, pues se atribuyen a esos personajes acciones verdaderamente grandes, admirables y útiles a los hombres. Pero tú ¿qué hiciste o dijiste hasta tal punto maravilloso? En el Templo la insistencia de los judíos no pudo arrancarte una sola señal que pudiera manifestar que eras verdaderamente el Hijo de Dios.
Celso concluyó que los cristianos usaban la explicación de Dios «probándolos» para disfrazar el hecho de que su Dios no era lo suficientemente poderoso como para luchar con éxito contra Satanás, sino que estaba «indefenso». Celso escribió que Satanás era un invento mortal utilizado por los cristianos para asustar a otros para que creyeran en sus filosofías y se unieran a ellos o, si realmente existía, entonces era una prueba de que Dios no era todopoderoso, sino un dios menor débil y malo, porque solo un ser vengativo e inseguro castigaría a la humanidad por ser engañada por un mal que ha sido demasiado débil para detener. La aparente «fe ciega» de los cristianos era desconcertante para Celso, y la utilizó para respaldar aún más su afirmación de que el cristianismo era una religión falsa. En su opinión, el principio básico del cristianismo era «No hagas preguntas, solo cree» y «Tu fe te salvará».

### Estatus y atractivo del cristianismo
Celso se quejó de que el cristianismo era un fenómeno limitado principalmente a la clase baja. Afirmó que los cristianos buscaron y convirtieron activamente a los ignorantes, sin educación y de clase baja, ya que eran las únicas personas que creían en una teología tan ridícula y seguían ciegamente sus doctrinas. Si un individuo fuera de la clase alta, y por lo tanto bien educado y naturalmente de buen carácter, no se convertiría porque no podría creer en las suposiciones absurdas que uno tenía que hacer para ser considerado «cristiano».
La equidad obliga, no obstante, a reconocer que hay entre ellos gente honesta, que no está completamente privada de luces, ni escasa de ingenio para salir de las dificultades por medio de alegorías. Es a éstos, a quienes este libro va dirigido propiamente, porque si son honestos, sinceros y esclarecidos, oirán la voz de la razón y de la verdad, como espero.
Celso se reveló como miembro de la clase alta cuando hace sus declaraciones con respecto a Jesús; quien obviamente no podía ser el hijo de Dios, ya que nació como un campesino. Declaró que María habría sido indigna de ser notada por Dios «porque no era rica ni de rango real». Celso también afirmó que el cristianismo estaba en contra de la mejora personal, ya que eso podría hacer que sus seguidores descubrieran las falacias dentro de su religión. Afirmó que los cristianos convertían a otros «guiando a los hombres malvados con esperanzas vacías, y persuadiéndolos a despreciar las cosas mejores, diciendo que si se abstienen de ellos será mejor [...]».

### El cristianismo como peligro para Roma
El argumento principal de Celso contra el cristianismo, y por qué lo atacó con tanto vigor, fue porque lo consideraba una fuerza divisiva y destructiva que dañaría tanto a la sociedad como al Imperio romano. La adhesión a la religión romana apoyada por el Estado era obligatoria y las autoridades romanas sentían que era necesaria para la gestión efectiva del sistema político. Una de las partes más integrales de la religión era la reverencia y los sacrificios ocasionales por el Emperador, un acto en el que los cristianos continuamente se negaban a participar, ya que en su opinión se acercaba demasiado a la idolatría y la adoración de un Dios que no era suyo.
Celso enumeró muchas razones por las cuales sus lectores romanos podían deducir fácilmente que el cristianismo estaba poniendo en peligro la unidad y la estabilidad del Imperio. El cristianismo se originó en el judaísmo, cuyos seguidores, aunque vivían dentro del Imperio, ya se habían rebelado contra el dominio romano varias veces. La comunidad cristiana se dividió aún más entre sí, y Celso se quejó de que «los asuntos están determinados de diferentes maneras por las diversas sectas». Esta disensión entre diferentes facciones dentro del cristianismo demostró a los romanos que los cristianos que ni siquiera podían unirse bajo sus propias creencias compartidas eran, naturalmente, un pueblo divisivo y no solo causaban fricciones dentro de su propia filosofía, sino que interrumpían la unidad del Imperio. Finalmente, Celso y otros escritores romanos creían que «los cristianos son peligrosos precisamente porque ponen el avance de sus creencias por encima del bien común y el bienestar del Estado».
Hay una raza nueva de hombres, nacidos ayer, sin patria ni tradiciones, unidos contra todas las instituciones religiosas y civiles, perseguidos por la justicia, universalmente marcados de infamia, pero que se glorían de la execración común.
El secreto con el que los cristianos se reunían y practicaban su religión era otro problema para Celso. Comentó que los cristianos «entran en asociaciones secretas entre sí, contrarias a la ley». Celso declaró que no había nada de malo en jurar lealtad a un rey o emperador, ya que proporcionaba el entorno estable en el que todos los ciudadanos podían vivir libremente y, a cambio, era deber de cada ciudadano romano ayudar al emperador y «trabajar con él en el mantenimiento de la justicia».
Celso proporcionó solo una solución para resolver los problemas que creía que el cristianismo inevitablemente crearía dentro del Imperio. Él ordenó que los cristianos deben respetar al Emperador y realizar rituales a los dioses del Estado romano. Si no pueden o no quieren participar en la religión imperial, no deben «tomar parte en los asuntos de la vida; sino [...] partir de ahí a toda velocidad y no dejar ninguna posteridad tras ellos».

## Respuesta de Orígenes
La táctica habitual de la Iglesia para tratar con escritos hostiles era ignorarlos; el razonamiento detrás de esto era que, eventualmente, los escritos se perderían y todo se olvidaría. Recién a mediados del siglo III, Orígenes de Alejandría escribió una respuesta contra la polémica de Celso, titulada Contra Celso. En su libro, Orígenes refuta sistemáticamente cada uno de los argumentos de Celso punto por punto y argumenta que la fe cristiana tiene una base racional. Orígenes se basa en gran medida en las enseñanzas de Platón y argumenta que el cristianismo y la filosofía griega no son incompatibles. Orígenes sostiene que la filosofía contiene mucho de lo que es verdadero y admirable, pero que la Biblia contiene una sabiduría mucho mayor que cualquier cosa que los filósofos griegos puedan comprender.
Contra Celsum se convirtió en la obra de apologética cristiana más influyente de todas; antes de que fuera escrita, muchos consideraban que el cristianismo era simplemente una religión popular para los analfabetos y sin educación, pero Orígenes lo elevó a un nivel de respetabilidad académica. Eusebio de Cesarea señaló que Contra Celsum proporcionó una refutación adecuada a todas las críticas que la Iglesia alguna vez enfrentaría. Adam Gregerman califica a Contra Celsum como «una temprana obra de apologética cristiana de valor casi inigualable». Stephen Thomas concluye que «el valor duradero de la obra sigue siendo en gran medida su carácter de tesauro rico para la apologética cristiana, más que como una apologética razonada en sí misma».